# ... و فقط پیترو آرتینو نجات پیدا کرد، با یک دست در جلو و دست دیگر پشت…
... و فقط پیترو آرتینو نجات پیدا کرد، با یک دست در جلو و دست دیگر پشت… (ایتالیایی: ...e si salvò solo l'Aretino Pietro, con una mano davanti e l'altra dietro...) که در کشورهای انگلیسی‌زبان با نام داستان‌های آرتینو دربارهٔ سه دختر شهوت‌انگیز منتشر شد، یک فیلم کمدی سکسی سبک ایتالیایی به کارگردانی سیلویا آمادیو است که در سال ۱۹۷۲ شد.

## گزیدهٔ بازیگران
- کارلا برائیت
- فرانکا گونلا
- الیسا مایناردی
- سیلویو اسپاچزی
- رنتسو رینالدی
- دوریت هنکه
- ایوانا نواک